# Artem Dolgopyat
Artem Dolgopyat (hebräisch ארטיום דולגופיאט; * 16. Juni 1997 in Dnipropetrowsk, Ukraine) ist ein israelischer Turner. Bei den Olympischen Sommerspielen 2020 in Tokio wurde er Olympiasieger im Bodenturnen.

## Biografie
2009 wanderte er mit seiner Familie nach Israel aus. Sie zogen zunächst nach Lod, dann nach Rischon LeZion.  Heute lebt er mit seiner Partnerin in Netanja.

## Karriere
Dolgopyat nahm an den Olympischen Jugend-Sommerspielen 2014 in Nanjing teil. Dort qualifizierte er sich am Boden und im Sprung für das Finale. Im Folgejahr nahm er in Glasgow an seinen ersten Weltmeisterschaften teil.
Im Jahr 2017 gewann Dolgopyat bei den Weltmeisterschaften in Montreal die Silbermedaille am Boden, während Kenzō Shirai Weltmeister wurde. Nach einem fünften Platz im Jahr 2018 gewann Dolgopyat  2019 in Stuttgart seine zweite Silbermedaille am Boden bei Weltmeisterschaften, diesmal hinter Carlos Yulo.
2021 in Tokio zog Dolgopyat mit dem besten Ergebnis der Qualifikation in das olympische Finale am Boden ein. Dort zeigte er die Übung mit der zweithöchsten Schwierigkeit. Im Gesamtergebnis erreichte er wie Rayderley Zapata 14,933 Punkte. Wegen der niedrigeren Schwierigkeit seiner Übung gewann Zapata die Silbermedaille, während Dolgopyat die zweite Goldmedaille in der olympischen Geschichte Israels gewann.

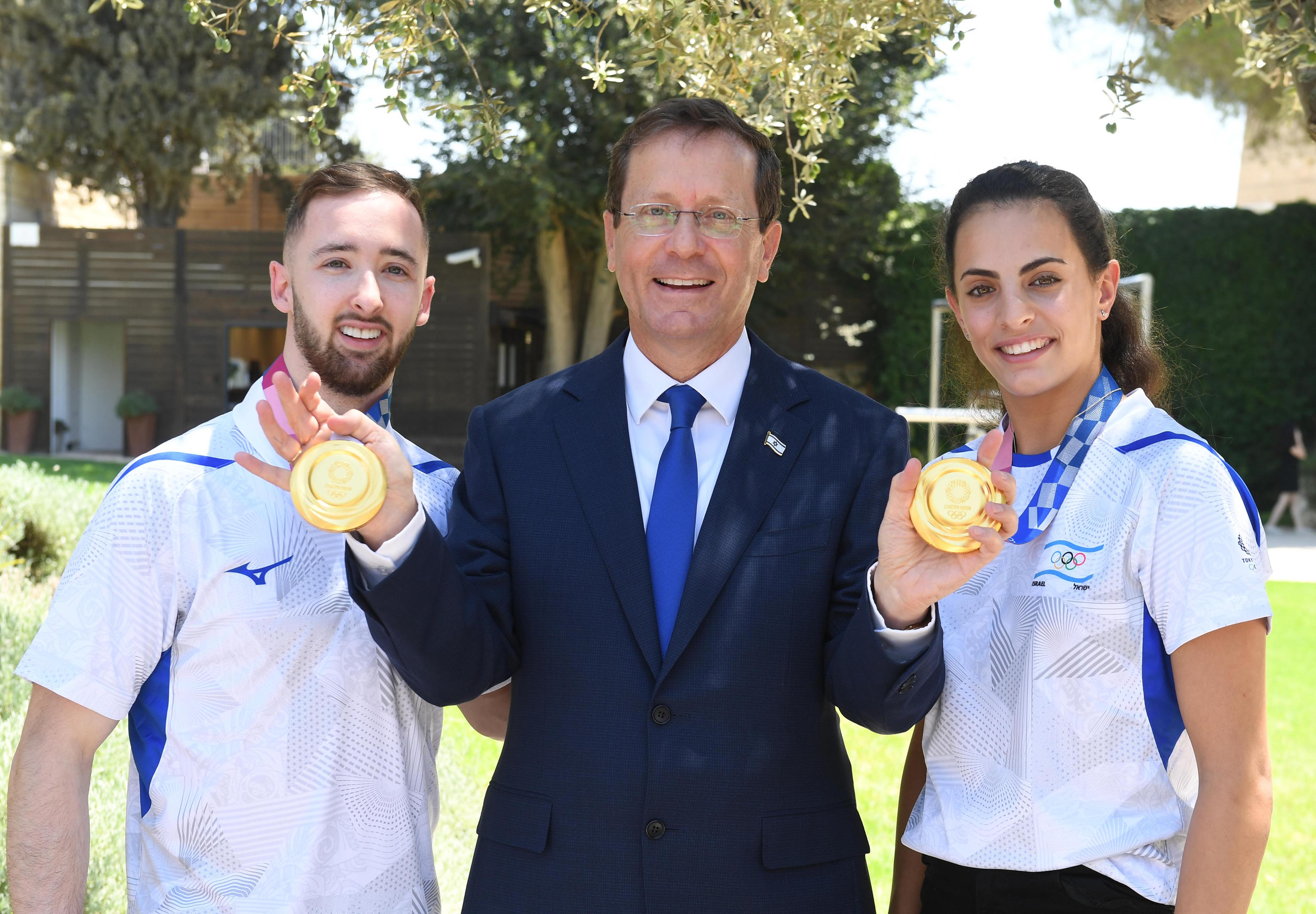
Dolgopyat (links) mit Jitzchak Herzog und Linoy Ashram

Bei den 2024 ausgetragenen Olympischen Spielen in Paris gewann er die Silbermedaille.